# 19002 Tongkexue
19002 Tongkexue è un asteroide della fascia principale. Scoperto nel 2000, presenta un'orbita caratterizzata da un semiasse maggiore pari a 2,3940466 UA e da un'eccentricità di 0,1260598, inclinata di 7,38957° rispetto all'eclittica.